# ATP Challenger Tour Finals 2013
L'ATP Challenger Tour Finals 2013 è stato un torneo professionistico di tennis maschile giocato sulla terra rossa. È stata La 3ª edizione del torneo, facente parte dell'ATP Challenger Tour nell'ambito dell'ATP Challenger Tour 2013. Si è giocato a San Paolo in Brasile dal 13  al 17 novembre 2013.

## Qualificazione
| 2013 ATP Year-To-Date Challenger Rankings                                                                                           | 2013 ATP Year-To-Date Challenger Rankings | 2013 ATP Year-To-Date Challenger Rankings | 2013 ATP Year-To-Date Challenger Rankings | 2013 ATP Year-To-Date Challenger Rankings | ATP Ranking2 |
| #1 | Testa di serie2                           | Giocatore                                 | Punti                                     | Tornei                                    | ATP Ranking2 |
| --- | ----------------------------------------- | ----------------------------------------- | ----------------------------------------- | ----------------------------------------- | ------------ |
| 1 |                                           | Dudi Sela                                 | 534                                       | 14                                        |              |
| 2 |                                           | Jiří Veselý                               | 484                                       | 10                                        |              |
| 3 | 5                                         | Alejandro González                        | 470                                       | 17                                        | 107          |
| 4 |                                           | Pablo Carreño Busta                       | 462                                       | 12                                        |              |
| 5 | 4                                         | Jesse Huta Galung                         | 462                                       | 15                                        | 106          |
| 6 | 2                                         | Filippo Volandri                          | 440                                       | 11                                        | 90           |
| 7 | 1                                         | Tejmuraz Gabašvili                        | 438                                       | 21                                        | 84           |
| 8 |                                           | Michail Kukuškin                          | 417                                       | 14                                        |              |
| 9 | 3                                         | Oleksandr Nedovjesov                      | 395                                       | 22                                        | 96           |
| 10 | 6                                         | Adrian Ungur                              | 383                                       | 14                                        | 108          |
| 11 | 7                                         | Andrej Martin                             | 383                                       | 24                                        | 126          |
| 60 | 8                                         | Guilherme Clezar                          | 230                                       | 20                                        | 159          |
| 1 ATP Year-To-Date Challenger Rankings al 21 ottobre 2013. 2 Teste di serie basate sull'ATP Singles Rankings dell'11 novembre 2013. |                                           |                                           |                                           |                                           |              |
| Legenda |                                           |                                           |                                           |                                           |              |
| Qualificati |                                           |                                           |                                           |                                           |              |
| Wildcard |                                           |                                           |                                           |                                           |              |
| Non partecipanti |                                           |                                           |                                           |                                           |              |

## Testa a testa
|   |                      | Gabašvili | Volandri | Nedovjesov | Huta Galung | González | Ungur | Martin | Clezar | Totale |
| 1 | Tejmuraz Gabašvili   |           | 1–3      | 1–0        | 0–0         | 1–1      | 1–0   | 0–1    | 0–0    | 4–5    |
| 2 | Filippo Volandri     | 3–1       |          | 1–0        | 2–1         | 0–0      | 2–3   | 2–0    | 0–0    | 10–5   |
| 3 | Oleksandr Nedovjesov | 0–1       | 0–1      |            | 0–0         | 0–0      | 0–0   | 0–0    | 0–0    | 0–2    |
| 4 | Jesse Huta Galung    | 0–0       | 1–2      | 0–0        |             | 0–0      | 3–0   | 0–0    | 0–0    | 4–2    |
| 5 | Alejandro González   | 1–1       | 0–0      | 0–0        | 0–0         |          | 0–0   | 0–0    | 0–1    | 1–2    |
| 6 | Adrian Ungur         | 0–1       | 3–2      | 0–0        | 0–3         | 0–0      |       | 4–0    | 0–1    | 7–7    |
| 7 | Andrej Martin        | 1–0       | 0–2      | 0–0        | 0–0         | 0–0      | 0–4   |        | 0–0    | 1–6    |
| 8 | Guilherme Clezar     | 0–0       | 0–0      | 0–0        | 0–0         | 1–0      | 1–0   | 0–0    |        | 2–0    |

## Calendario

### Giorno 1: 13 novembre 2013
| Incontri      | Incontri                 | Incontri                | Incontri      |
| Gruppo        | Vincitore                | Perdente                | Punteggio     |
| ------------- | ------------------------ | ----------------------- | ------------- |
| Gruppo Giallo | Jesse Huta Galung [4]    | Andrej Martin [7]       | 6–3, 6–4      |
| Gruppo Giallo | Alejandro González [5]   | Filippo Volandri [2]    | 6–3, 6–3      |
| Gruppo Verde  | Tejmuraz Gabašvili [1]   | Adrian Ungur [6]        | 6–2, 6–3      |
| Gruppo Verde  | Oleksandr Nedovjesov [3] | Guilherme Clezar [8/WC] | 6–4, 5–7, 6–3 |

### Giorno 2: 14 novembre 2013
| Incontri      | Incontri               | Incontri                 | Incontri      |
| Gruppo        | Vincitore              | Perdente                 | Punteggio     |
| ------------- | ---------------------- | ------------------------ | ------------- |
| Gruppo Giallo | Filippo Volandri [2]   | Andrej Martin [7]        | 6–0, 6–4      |
| Gruppo Giallo | Alejandro González [5] | Jesse Huta Galung [4]    | 6–3, 2–6, 6–4 |
| Gruppo Verde  | Adrian Ungur [6]       | Guilherme Clezar [8/WC]  | 6–3, 7–5      |
| Gruppo Verde  | Tejmuraz Gabašvili [1] | Oleksandr Nedovjesov [3] | 4–6, 6–3, 6–1 |

### Giorno 3: 15 novembre 2013
| Incontri      | Incontri                 | Incontri               | Incontri         |
| Gruppo        | Vincitore                | Perdente               | Punteggio        |
| ------------- | ------------------------ | ---------------------- | ---------------- |
| Gruppo Giallo | Filippo Volandri [2]     | Jesse Huta Galung [4]  | 4–6, 7–6(5), 6–3 |
| Gruppo Giallo | Alejandro González [5]   | Andrej Martin [7]      | 6–2, 6–3         |
| Gruppo Verde  | Oleksandr Nedovjesov [3] | Adrian Ungur [6]       | 6–4, 5–7, 6–3    |
| Gruppo Verde  | Guilherme Clezar [8/WC]  | Tejmuraz Gabašvili [1] | 5–7, 6–4, 6–4    |

### Giorno 4: 16 novembre 2013
| Incontri   | Incontri               | Incontri                 | Incontri         |
| Gruppo     | Vincitore              | Perdente                 | Punteggio        |
| ---------- | ---------------------- | ------------------------ | ---------------- |
| Semifinale | Alejandro González [5] | Oleksandr Nedovjesov [3] | 6–3, 6(4)–7, 6–0 |
| Semifinale | Filippo Volandri [2]   | Tejmuraz Gabašvili [1]   | 7–5, 2–6, 6–4    |

### Giorno 5: 17 novembre 2013
| Incontri | Incontri             | Incontri               | Incontri      |
| Gruppo   | Vincitore            | Perdente               | Punteggio     |
| -------- | -------------------- | ---------------------- | ------------- |
| Finale   | Filippo Volandri [2] | Alejandro González [5] | 4-6, 6-4, 6-2 |

## Punti e montepremi
Il totale del montepremi ammonta a 220 000 dollari.
| Turno                       | Montepremi | Punti |
| --------------------------- | ---------- | ----- |
| Campione senza sconfitte    | $91,200    | 125   |
| Vincitore                   | $45,000    | 80    |
| Semifinale                  | $21,000    | 30    |
| Vittoria di un march del RR | $6,300     | 15    |
| Partecipazione              | $6,300     | -     |
| Riserva                     | $3,500     | -     |

## Campione
Filippo Volandri ha sconfitto in finale  Alejandro González per 4-6, 6-4, 6-2.